# علی آزاد
علی آزاد (۱۳۱۱ – مرداد ۱۳۷۲) بازیگر سینما اهل ایران بوده‌است.

## مرگ
در مورد مرگ علی آزاد روایت شده بود که در صحنهٔ فیلم‌برداری مجموعه تلویزیونی امام علی، هنگامی که طبق خواستهٔ کارگردان این مجموعه داود میرباقری، بایستی وارد خیمهٔ علی بن ابیطالب گردد، از کارگردان می‌خواهد که شخص دیگری به جای او این کار را انجام دهد که کارگردان نمی‌پذیرد. هنگامی که فیلم‌برداری پایان می‌گیرد، کارگردان با برنگشتن علی آزاد، به داخل خیمه می‌رود و با جسد وی روبرو می‌گردد و بقیه قسمت‌ها را شخص دیگری به جای او بازی می‌کند. اما این روایت در سال ۱۳۹۹ در برنامه چهل تیکه توسط اصغر همت تکذیب شد، وقتی علیمردانی در چهل‌تیکه می‌پرسد که قضیه علی آزاد چه بود؟ اصغر همت با جدیت پاسخ می‌دهد دروغ محض است. روزی که او می‌خواست بازی کند خیلی مضطرب و پریشان بود. و حتی این جمله را هم گفت که من روسیاهم. بعد از آن ما به تهران برگشتیم. یک هفته بعد بود که خبر رسید که آقای آزاد سکته کرده‌ است. بقیه قسمت‌ها را شخص دیگری به جای او بازی کرد.

## بازیگر
- مجموعه تلویزیونی امام علی (۱۳۷۵–۱۳۷۰)
- شاهین طلایی (۱۳۷۲)
- لبه تیغ (۱۳۵۷)
- حکم تیر (۱۳۵۶)
- سرباز (۱۳۵۶)
- طغیانگر (۱۳۵۶)
- غربتی‌ها (۱۳۵۶)
- هزار بار مردن (۱۳۵۶)
- همراهان (۱۳۵۶)
- مجموعه تلویزیونی غارتگران (۱۳۵۶)
- آتش جنوب (۱۳۵۵)
- پاداش یک مرد (۱۳۵۵)
- غرور و تعصب (۱۳۵۵)
- قادر (۱۳۵۵)
- پلنگ در شب (۱۳۵۴)
- رقیب (۱۳۵۴)
- سارق (۱۳۵۴)
- فرار از حجله (۱۳۵۴)
- مشکی (۱۳۵۴)
- همت (۱۳۵۴)
- جوانمرد (۱۳۵۳)
- دکتر و رقاصه (۱۳۵۳)
- گروگان (۱۳۵۳)
- مهدی فرنگی (۱۳۵۳)
- موسرخه (۱۳۵۳)
- ناجورها (۱۳۵۳)
- شرور (۱۳۵۲)
- قصه شب (۱۳۵۲)
- گریز از مرگ (۱۳۵۲)
- محبوب بچه‌ها (۱۳۵۲)
- یک جو غیرت (۱۳۵۱)
- بابا کرم (۱۳۴۹)
- فریاد انسان‌ها (۱۳۴۹)
- آخرین مبارزه (۱۳۴۸)
- جدایی (۱۳۴۸)
- سوگند سکوت (۱۳۴۸)
- گناه زیبایی (۱۳۴۸)
- نعره طوفان (۱۳۴۸)
- پنجه آهنین (۱۳۴۷)
- خشم کولی (۱۳۴۷)
- سکه دورو (۱۳۴۷)
- قمارباز (۱۳۴۷)
- گردش روزگار (۱۳۴۷)
- مرد صحرا (۱۳۴۷)
- در جستجوی تبهکاران (۱۳۴۶)
- قربانی سوم (۱۳۴۶)
- گل‌آقا (۱۳۴۶)
- ولگردان ساحل (۱۳۴۶)
- جهان‌پهلوان (۱۳۴۵)
- قفس طلائی (۱۳۴۵)
- کابوس (۱۳۴۵)
- کلاه نمدی (۱۳۴۵)
- لیلاج (۱۳۴۵)
- مأمور ۱۱۴ (۱۳۴۵)
- مومیایی (۱۳۴۵)
- در دنیا بیگانه بودم (۱۳۴۴)
- زشت و زیبا (۱۳۴۴)
- شیطان سفید (۱۳۴۴)
- صیادان نمک‌زار (۱۳۴۴)
- مزد خونین (۱۳۴۴)
- همه سر حریف (۱۳۴۴)
- ببر رینگ (۱۳۴۳)
- بن‌بست (۱۳۴۳)
- تعقیب خطرناک (۱۳۴۳)
- شکوفه‌های امید (۱۳۴۳)
- گردن کلفت (۱۳۴۳)
- گل‌های گیلان (۱۳۴۳)
- ترس و تاریکی (۱۳۴۲)
- خشم و فریاد (۱۳۴۲)
- طلاق (۱۳۴۲)
- انتقام روح (۱۳۴۱)
- اهریمن زیبا (۱۳۴۱)
- ساحل دور نیست (۱۳۴۱)

## کارگردان
- یک جو غیرت (۱۳۵۱)

## نویسنده
- یک جو غیرت (۱۳۵۱)

## تدوین
- یک جو غیرت (۱۳۵۱)